# ثوم أردل
ثوم أردل (باللاتينية: Allium erdelii) نوع نباتي عشبي يتبع جنس الثوم من الفصيلة الثومية.

## الموئل والانتشار
موطنه العراق و بلاد الشام ومصر وليبيا.

## مرادفات للاسم العلمي
- ثوم فلسطيني (باللاتينية: Allium philistaeum Boiss.)